# The Princess Guide
«The Princess Guide» (укр. «Гід для принцеси») — п'ятнадцята серія двадцять шостого сезону мультсеріалу «Сімпсони», прем'єра якої відбулась 1 березня 2015 року у США на телеканалі «Fox».
Серія присвячена пам'яті актора Леонарда Німоя, який помер за 2 дні до того у віці 83 років.

## Сюжет
Гомер веде Лісу на Спрінґфілдську АЕС у день «Візьми доньку на роботу». В їдальні Ліса виявляє, що молоко розлилося на її обід. Гомер вирішує обміняти свій кукурудзяний чипс на чудовий обід для доньки, після чого вони обіймаються.
Тим часом містеру Бернсу терміново потрібен уран, щоб продовжувати працювати станцією. На перемовини про його поставку летить король Нігерії. Перш за все король просить, щоб хтось наглянув за його дочкою, 25-річною принцесою Кемі. Містер Бернс через монітор бачить, як Ліса та Гомер обіймають один одного. Він вирішує, що Гомер — ідеальний для цієї роботи. Смізерс вирішує зупинити боса через некомпетентність Гомера, однак, почувши, що в разі провалу угоди Бернс буде змушений закрити станцію і доживати старість з Вейлоном, схвалює Гомера…
Однак, Гомер погано справляється зі своєю роботою, оскільки принцесі стає нудно постійно сидіти у квартирі. Він везе Кемі до таверни Мо. Коли Мо чує, що Кемі — «нігерійська принцеса», він виражає невдоволення. Він підозрює, що брат принцеси — нігерійський принц — обдурив його електронною поштою і вкрав його гроші.
Коли Гомер з Кемі повертається до квартири, то виявляє, що принцеса зникла. Коли він намагається пояснити ситуацію шефу Віґґаму, той його заарештовує, бо не вірить в історію з принцесою. Ленні і Карл визволяють Гомера з в'язниці, але він все ще відповідає за Кемі і повинен її знайти.
Тим часом Кемі повернулась до бару Мо, який зближується з нею. Через пізній час Кемі залишається ночувати у таверні. Наступний день вони проводять разом: Мо показує принцесі Спрінґфілд і вони веселяться. Згодом їх знаходить Гомер, розгніваний тим, що Мо замість нього піклувався про принцесу. Мо і Кемі втікають від Гомера.
Відірвавшись, Кемі цілує Мо у лоба, однак саме цей момент знімає папараці. Її батько швидко переглядає фото в Інтернеті, і заявляє, що ніколи не підпише угоду з містером Бернсом. Кемі пояснює батькові, що поцілунок був просто дружнім, що завдає біль Мо, поки вона не заявляє, що Мо — чудовий друг, який зробив її щасливою. Король хоче покарати її, але Гомер пояснює, що треба дозволити своїй дочці жити так, як вона хоче. Король уступає і підписує угоду (на превеликий жаль для Смізерса). Перед від'їздом Кемі дарує Мо кілька нігерійських книг.

## Ставлення критиків і глядачів
Під час прем'єри серію переглянули 3,93 млн осіб з рейтингом 1.8, що зробило її другим найпопулярнішим шоу на каналі «Fox» тієї ночі, після «Останньої людини на Землі».
Денніс Перкінс з «The A.V. Club» дав серії оцінку A- сказавши:
|  | Звичайно, шоу на плечах Мо робилось і раніше, але ніколи так витончено, як це. Ніколи не жертвуючи притаманною Мо мізантропією та загальною моторошністю, серія, тим не менше, будує навколо нього освіжаюче теплу та смішну історію. Чесно кажучи, поки що це найкращий епізод 26 сезону. |

У дослідженні Камерунського онлайн-журналу «Bakwa» більшість критиків, вчених, письменників і блогерів звернули увагу на слабке дослідження, одновимірність персонажів, проблему із зображенням правдоподібних нігерійців та провідного персонажа серії, принцеси Кемі.
2015 року Генк Азарія здобув премію «Еммі» за «Найкраще озвучування» Мо і водія велорикші у цій серії.
Згідно з голосуванням на сайті The NoHomers Club більшість фанатів оцінили серію на 3/5 із середньою оцінкою 3,26/5.